# Лесной юноша
Лесной юноша (фин. Metsän poika) — бронзовая статуя обнажённого юноши, держащего на привязи медвежонка, на гранитном постаменте, установленная в центральном городском парке Выборга в 1932 году.
Владельцем городской аптеки Й. К. фон Цвейгбергом (1842—1896) была завещана крупная сумма на украшение Выборга — 167 тысяч финляндских марок. Частично эти средства были использованы городскими властями для приобретения парковой скульптуры, такой, как «Маленький рыбак» работы Микко Хови и «Лось» Юсси Мянтюнена. В числе приобретений — и статуя юного поводыря с медвежонком, отлитая скульптором Юрьё Лийполой в Будапеште и установленная в парке неподалёку от ресторана «Эспиля» близ пересечения главных улиц Выборга (современные названия — проспект Ленина и Ленинградский проспект), где ранее планировали соорудить городской фонтан.
Статуя обнажённого юноши с медвежонком не разделила судьбу многих других выборгских памятников, демонтированных в ходе либо по окончании советско-финских войн (1939—1944) (памятник Независимости, памятник Вяйнемёйнену (восстановлен в 2007 году), памятник Микаэлю Агриколе (восстановлен в 2009 году на Театральной площади), памятник Торгильсу Кнутссону (восстановлен в 1993 году), памятник белофиннам (в 1993 году место памятника отмечено мемориальной плитой) и др.), благополучно пережив военное время. Под названием «Мальчик с медвежонком» скульптура была внесена в перечень памятников культуры, утверждённый постановлением Совета Министров РСФСР от 30 августа 1960 года № 1327.
Исследователями отмечается удачное расположение памятника, естественно сочетающегося с деревьями парка и дополняющего городской пейзаж своеобразием и привлекательностью. Ещё одно название скульптуры — «Выбор пути». При установке памятник сориентировали таким образом, что юноша с медвежонком держал путь от «девушки Иматры» в сторону скульптуры «Лось».
Данная композиция, символизирующая покорение природы человеком, создана в годы быстрого развития молодой Финляндской республики, не забывающей при этом своих истоков: медведь, хозяин леса — давний символ Карелии. Однако в литературе встречаются и другие толкования: например, приводится легенда о некоем сыне скульптора, повстречавшем в лесу двух медвежат и растерзанном медведицей при попытке их приручить.
Скульпторы и архитекторы Выборга неоднократно обращались к образу медведя как одного из символов Карелии, благодаря чему в литературе появилось определение Выборга как «города семи медведей» (например, получили известность скульптуры медведей на фасаде дом купца Маркелова); помимо спутника юноши, в парке имеется и другая скульптура медведя, близнец которой установлен в Треугольном сквере.
Узнаваемый силуэт юноши с медвежонком — составная часть посвящённой Выборгу композиции «Мост» работы скульптора П. Кавермы, установленной в Хельсинки в 2007 году.

Памятник в июле 1942 года
Медвежонок
Вид сзади